# Aitrang
Aitrang település Németországban, azon belül Bajorországban. Lakosainak száma 2085 fő (2023. december 31.). Aitrang Kaufbeuren községgel határos.

## Népesség
A település népessége az elmúlt években az alábbi módon változott:
| Lakosok száma | 760  | 1573 | 1210 | 1757 | 2015 | 1999 | 2042 | 2028 | 2053 | 2085 |
|               | 1875 | 1950 | 1975 | 1987 | 2012 | 2014 | 2016 | 2017 | 2021 | 2023 |